# Dendropsophus cruzi
Espèce
Synonymes
- Hyla cruzi Pombal & Bastos, 1998

Statut de conservation UICN

 LC  : Préoccupation mineure
Dendropsophus cruzi est une espèce d'amphibiens de la famille des Hylidae.

## Répartition
Cette espèce se rencontre vers 900 m d'altitude dans le biome du Cerrado :
- à Silvânia dans le Goiás et à Cassilândia dans le Mato Grosso do Sul au Brésil ;
- à La Mechita dans la province de José Miguel de Velasco dans le département de Santa Cruz en Bolivie.

## Étymologie
Cette espèce est nommée en l'honneur de Carlos Alberto Gonçalves da Cruz.

## Publication originale
- Pombal & Bastos, 1998 : Nova espécie de Hyla Laurenti, 1768 do centro-oeste brasileiro e a posição taxonômica de H. microcephala werneri Cochran, 1952 e H. microcephala meridiana B. Lutz, 1952 (Anura, Hylidae). Boletim do Museu Nacional, Nova Série, Zoologia, vol. 390, p. 1-13 (texte intégral).